# قانون حماية أفراد الخدمة الأمريكية
قانون حماية أفراد الخدمة الأمريكية (اختصارًا ASPA) ويعرف بشكلٍ غير رسمي باسم قانون غزو لاهاي، هو قانون فيدرالي للولايات المتحدة يوصف بأنه «مشروع قانون لحماية أفراد الجيش الأمريكي وغيرهم من المسؤولين المنتخبين والمعينين في حكومة الولايات المتحدة ضد الملاحقة الجنائيَّة من قبل محكمة جنائية دولية لا تكون الولايات المتحدة طرفًا فيها». دونَّ نص القانون باعتباره الفصل الفرعي الثاني من الفصل 81 من العنوان 22 من قانون الولايات المتحدة.
يمنح هذا القانون الرئيس الأمريكي سلطة استخدام «كل الوسائل الضرورية والمناسبة لإطلاق سراح أي فردٍ من أفراد القوات الأمريكية أو قوات حلفائها محتجزٌ أو مسجونٌ من قبل المحكمة الجنائية الدولية أو نيابةً عنها أو بناءً على طلبها».

## الوصف
الولايات المتحدة ليست عضوًا في المحكمة الجنائية الدولية. ويسمح القانون لرئيس الولايات المتحدة باستخدام «كل الوسائل الضرورية والمناسبة لإطلاق سراح أي فردٍ من أفراد القوات الأمريكية أو قوات حلفائها محتجزٌ أو مسجونٌ من قبل المحكمة الجنائية الدولية أو نيابةً عنها أو بناءً على طلبها». أدى هذا التفويض إلى تسمية القانون بشكلٍ عام باسم «قانون غزو لاهاي»، حيث يسمح القانون للرئيس بإصدار أمر بعملٍ عسكري أمريكي، مثل غزو هولندا، حيث تقع لاهاي، لحماية المسؤولين والعسكريين الأمريكيين من الملاحقة القضائيَّة أو إنقاذهم من الحجز.
قُدم مشروع القانون من قبل السيناتور الأمريكي جيسي هيلمز (جمهوري من ولاية كارولينا الشمالية) والنائب الأمريكي توم ديلاي [الإنجليزية] (جمهوري من ولاية تكساس)، تعديلًا لقانون المخصصات التكميلية لعام 2002 لمزيد من التعافي من الهجمات الإرهابية على الولايات المتحدة والاستجابة لها (H.R. 4775). مُرر التعديل (S.Amdt 3597) بأغلبية 75 صوتًا مقابل 19 صوتًا من قبل مجلس الشيوخ الأمريكي، مع تصويت 30 ديمقراطيًا و45 جمهوريًا لصالحه. وُقع مشروع القانون ليصبح قانونًا رسميًا من قبل الرئيس جورج بوش الابن في 2 أغسطس 2002.
تخول المادة 2008 من القانون رئيس الولايات المتحدة «استخدام كل الوسائل الضرورية والمناسبة لإطلاق سراح أي شخصٍ موصوف في الفقرة الفرعية (ب) من القانون والذي يُحتجز أو يُسجن من قبل المحكمة الجنائية الدولية أو نيابةً عنها أو بناءً على طلبها». وتنص الفقرة الفرعية (ب) على أنَّ هذه السلطة تمتد إلى «الأشخاص المشمولين بالقانون من الولايات المتحدة» (المعرّفون على أنهم أعضاء القوات المسلحة للولايات المتحدة، والمسؤولين المنتخبين أو المعينين في حكومة الولايات المتحدة، وغيرهم من الأشخاص الذين يعملون لصالح حكومة الولايات المتحدة أو يعملون نيابةً عنها) و«الأشخاص المشمولين بالقانون من الحلفاء» (المعرّفون على أنهم الأفراد العسكريون، والمسؤولون المنتخبون أو المعينون، وغيرهم من الأشخاص الذين يعملون لصالح حكومة دولة عضو في حلف شمال الأطلسي، وحليف رئيسي غير عضو في حلف شمال الأطلسي بما في ذلك أستراليا ومصر وإسرائيل واليابان والأرجنتين وجمهورية كوريا ونيوزيلندا).

## ردود الفعل
يحظر القانون على الحكومات والوكالات الفيدرالية والولائية والمحليَّة (بما في ذلك المحاكم ووكالات إنفاذ القانون) مساعدة المحكمة الجنائية الدولية. مثلًا، يحظر القانون تسليم أي شخصٍ من الولايات المتحدة إلى المحكمة الجنائية الدولية، كما يحظر نقل معلومات الأمن القومي السرية ومعلومات إنفاذ القانون إلى المحكمة الجنائية الدولية، إضافةً لحظر إجراء وكلاء المحكمة تحقيقاتٍ في الولايات المتحدة.
كما يحظر القانون تقديم المساعدات العسكرية الأميركية للدول الأعضاء في المحكمة الجنائية الدولية [الإنجليزية]، ولكنه يُسمح باستثناءاتٍ للمساعدات المقدمة لأعضاء حلف شمال الأطلسي، والحلفاء الرئيسيين من خارج حلف شمال الأطلسي، وتايوان، والدول التي دخلت في «اتفاقيات المادة 98»، والتي وافقت على عدم تسليم المواطنين الأميركيين إلى المحكمة الجنائية الدولية. كما أنَّ القانون لا يحظر على الولايات المتحدة المساعدة في البحث عن الرعايا الأجانب المطلوبين للمحاكمة من قبل المحكمة الجنائية الدولية والقبض عليهم، وتحديدًا صدام حسين، وسلوبودان ميلوشيفيتش، وعمر البشير، وأسامة بن لادن وغيرهم.
أدانت منظمات حقوق الإنسان هذا القانون. فقد وصف التحالف من أجل المحكمة الجنائية الدولية [الإنجليزية] هذا القانون بأنه «معارضة رمزية خطيرة للعدالة الجنائية الدولية» كما أدانت منظمة هيومن رايتس ووتش القانون. وتقول مؤسسة بروكينغز أنَّ هذا القانون «يُثبط الجهود الأمريكية لدعم عمل المحكمة الجنائية الدولية في أوكرانيا». كما أدان البرلمان الأوروبي هذا القانون في قرارٍ أصدره في 4 يوليو/تموز 2002.
كان رد الفعل الهولندي تجاه القانون سلبيًا، حيث اعترض على المادة 2008 من مشروع القانون. أعرب السفير الهولندي لدى الولايات المتحدة [الإنجليزية]، بودوين فان إينينام، عن احتجاجه قائلًا إن الهولنديين «لم يكونوا مسرورين بشكلٍ خاص بالمادة 2008» و"نعتقد أنَّ اللغة المستخدمة كانت غير مدروسة على أقل تقدير». وفي الوقت نفسه، أقر مجلس النواب الهولندي اقتراحًا يعبر عن قلقه بشأن مشروع القانون وتأثيراته الضارة على العلاقات عبر الأطلسي.

## محاولة الإلغاء
كانت هناك محاولة لإلغاء مشروع القانون، لكنه توقف في الكونغرس عام 2022.